# Chiesa riformata di Maloja
La chiesa riformata di Maloja, chiamata anche chiesa evangelica Ulrico Zwingli, è una chiesa evangelico-riformata situata a Maloja nel Cantone dei Grigioni in Svizzera.

## Storia
La chiesa venne eretta tra il 1888 e il 1889 secondo il progetto dell'architetto Nicolaus Hartmann Senior e del costruttore Alexander Kuoni in qualità di chiesa anglicana. A commissionarne la costruzione fu la proprietà del Maloja Palace vista la grande affluenza di turisti britannici durante la stagione invernale.

## Descrizione

### Interni
Le volte in legno che contraddistinguono l'interno della chiesa sono un richiamo agli interni dell'arca di Noè. L'organo della chiesa venne costruito dalla Freytag presso Felsberg nel Canton Grigioni.

### Esterni
La chiesa, che sorge a brevissima distanza dal Maloja Palace, presenta uno stile neogotico dalle forme stilizzate. Le facciate sono realizzate in pietra. Una torretta caratterizza il prospetto rivolto verso mezzogiorno.

## Galleria d'immagini

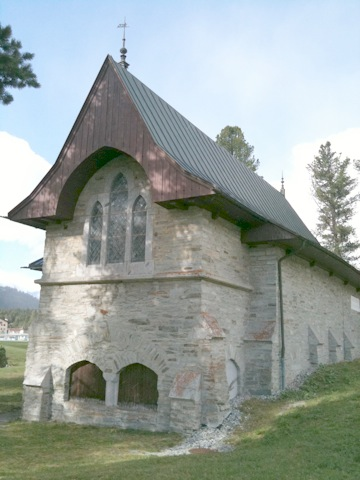
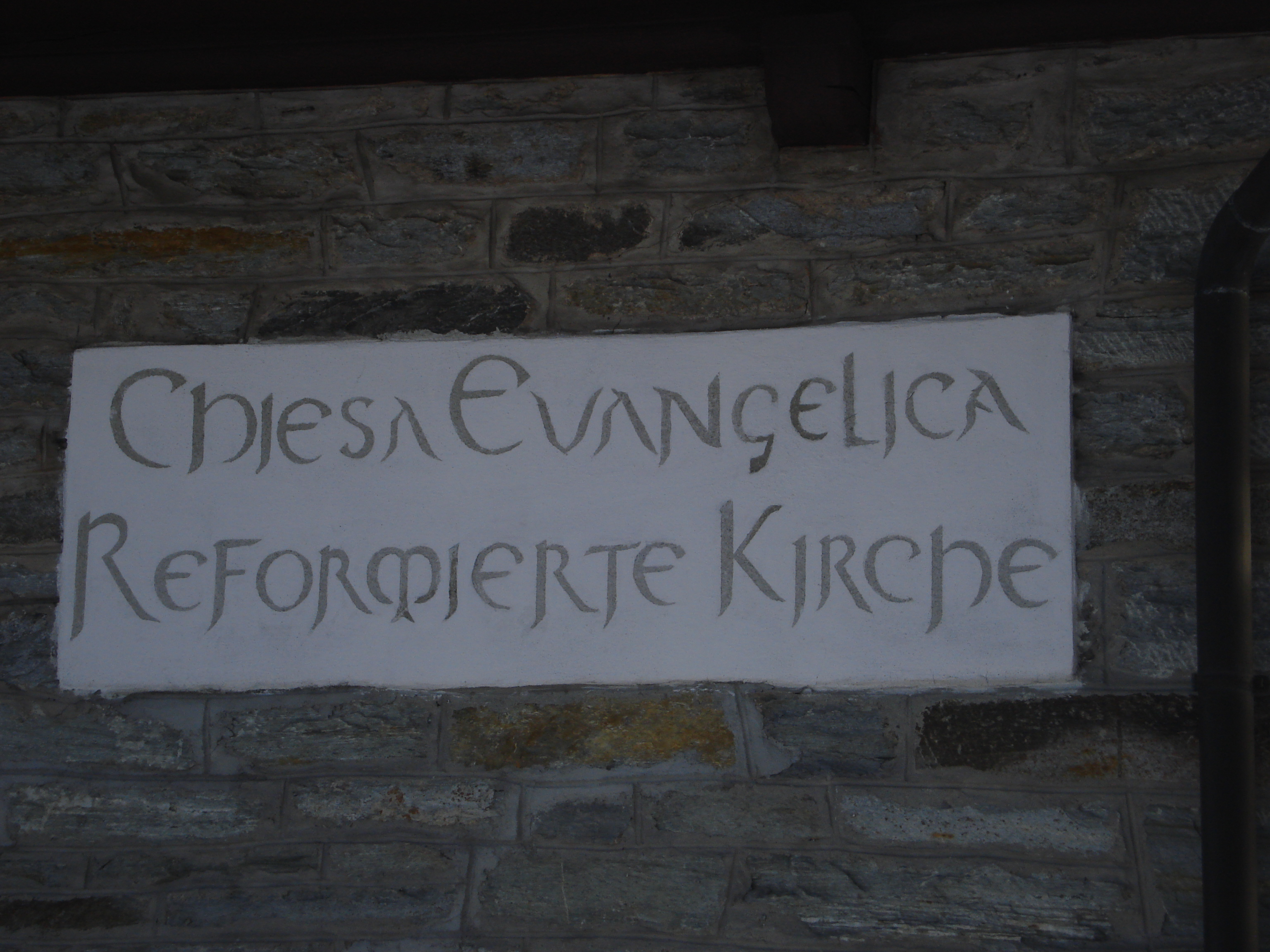
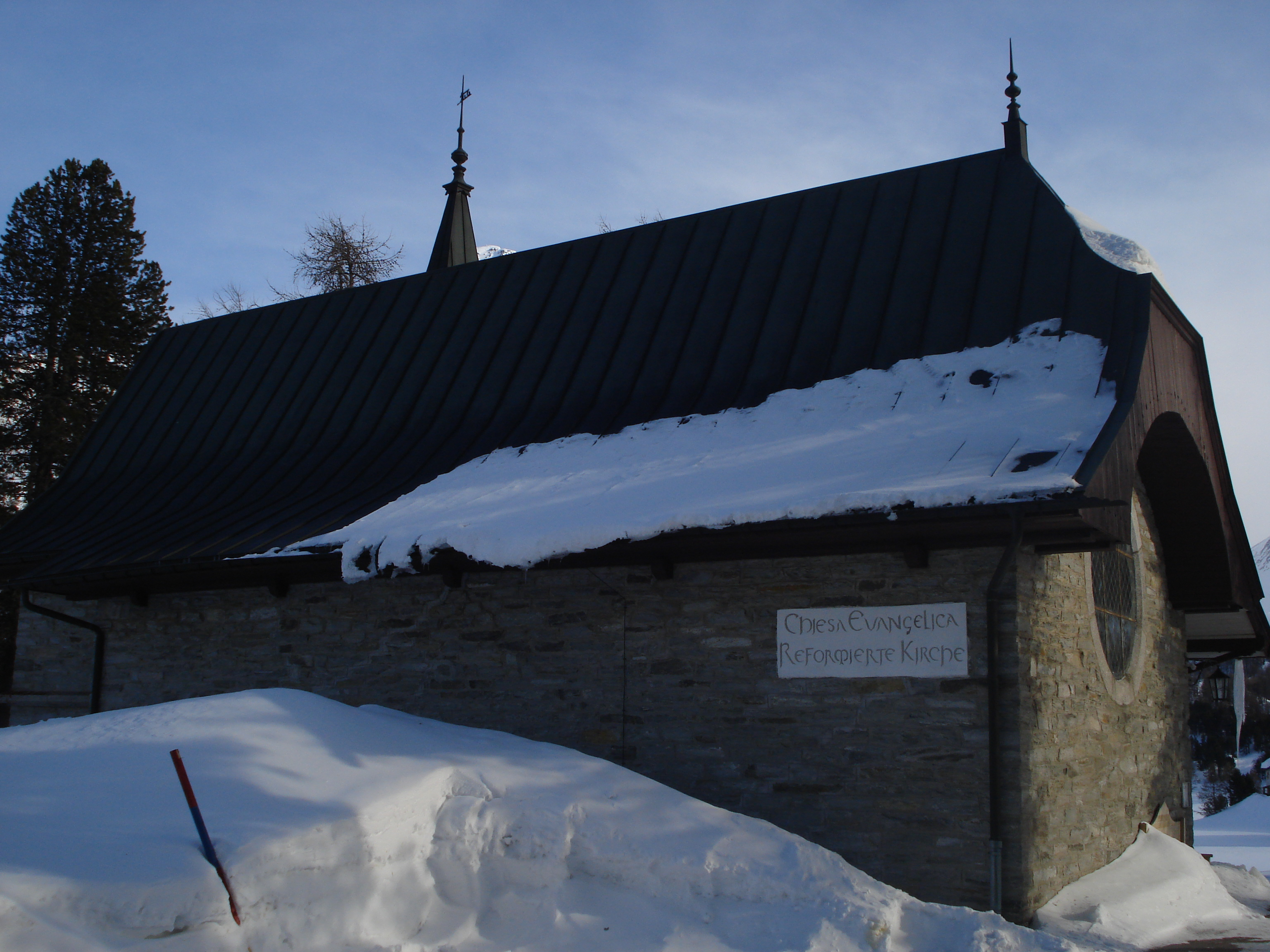